# Kanton Créteil-1
Kanton Créteil-1 is een kanton van het Franse departement Val-de-Marne. Kanton Créteil-1 maakt deel uit van het arrondissement Créteil en telt 44.781 inwoners in 2017.

## Gemeenten
Het kanton Créteil-1 werd opgericht bij de herindeling van de kantons door het decreet van 17 februari 2014, met uitwerking in maart 2015, en bevat enkel een westelijk deel van de gemeente 
Créteil.